# Ђорђе Новић
Ђорђе (Георгије) Новић (1802–1891. Нови Сад) био је правник и истакнути члан Народне странке.
Ђорђе је рођен у породици капетана Јефте Новића пл. и грофице Пулхерије Бранковић. Живео је у браку са Александром са којом је имао осморо деце. Њихов породични дом у Улици Николе Пашића 35, у Новом Саду, познат је као Кућа Новића. Ђорђе је ову кућу купио од Георгија Савића, 1853. године. Био је школовани правник и истакнути политичар у Народној странци. Био је приложник Српске православне велике гимназије новосадске.
Ђорђе је преминуо 1891. године и сахрањен је на Алмашком гробљу у породичној гробници у Новом Саду.